# ミリオンドール
『ミリオンドール』は、藍による日本の漫画作品。『GANMA!』（コミックスマート）にて2013年12月12日から2016年11月5日まで連載された。
2018年2月1日からはマンガ図書館Zでの配信を開始し、同年4月15日より続編となる第2部『ミリオンドールcitybeat』が配信されている。2019年1月30日からはcakesに移籍して連載を継続中。
単行本はアース・スター エンターテイメントより発売されているほか、2018年10月より自費出版でも出版されている。2015年7月から9月までテレビアニメが放送された。

## 概要
引きこもりのアイドルおたく女子・すう子と現場至上主義のアイドルおたく男子・リュウサンを中心に、この2人や彼らがそれぞれが推す女性人気アイドル候補の水面下でのバトルを交え、アイドルおたくの実情を描く群像劇。
作者自身もアイドルおたくでそれを踏まえた描写も見られ、各回のあとがきには「アイドルヲタ用語」の解説文も掲載している。また「現実世界とリンクする作品観」を大切にしていることから、作中で使われる楽曲は全て実在するアーティストのものを使用し、これについてはその回のあとがきで「引用」として解説している。

## あらすじ
ひきこもり"在宅"アイドルオタク・すう子は姉に無理やり連れ出された先のショッピングモールで、ライブをしていた福岡県糸島市のご当地アイドル・イトリオに一目惚れする。
すう子は自身のブログ『すうブロ』を使い、彼女達を売り出そうとするが、アイドルライブでカリスマ王子として有名なアイドルオタ・リュウサンと、彼が応援する地下アイドル・マリ子が立ちはだかる。

## キャラクター

### アイドルおたく
すう子
声 - 楠田亜衣奈
本作の主人公。本名は「すみれ」で19歳ぐらい。家に引きこもっているアイドルおたくの女子。たまたまテレビで見た、元同級生に顔が似た無名アイドル「鎌倉ひなみ」を有名にするため、ファンブログを設置してから人気が急上昇し、ファンの間では「ブログの匠」と称されるまでになった。ひなみがミニイベントを開催するショッピングモールに出かけたところ、その前座として登場した無名のローカルアイドル「イトリオ」を「次の推しアイドル」と決め、「在宅ヲタ」としてネットを通じた売名活動を展開する。
リュウサン
声 - 梅原裕一郎
26歳ぐらい。アイドルおたくの男子で、主にライブやCD即売会・握手会などで活動する「現場のカリスマ」。他の現場系アイドルおたくからは一目置かれる存在で、自身もその立場を誇りに思っている。イトリオにも目をかけていたが早々に見切りを付け地下アイドルの「マリ子」推しに切り替え、彼女を熱くサポート。イトリオ推しのすう子の存在は既に知っており（逆にすう子もリュウサンの存在を知っているが、面と向かって話したりしたことはない）彼女に対してライバル心を燃え上がらせる。アイドルにハマったきっかけは偶然にもすう子と同じくひなみだった。
元サラリーマンだったが、現在は独立して自営である。
かずと
女ヲタヲタ。リュウサンと同様の現場系アイドルおたくの男子。
カナタ
リュウサンもどきのピンチケ。かずとの中学・高校からの旧友で、彼と同じく現場系アイドルおたく。チャラ男っぽいこところがある。
ゆき
現場系女ヲタ。かずとのことが気になっているが、カナタと繋がっていた。

### アイドル
イトリオ
福岡県糸島市出身の3人から成るローカルアイドルのユニット。バックには地元の農協が付いている。メジャーデビューを目指し上京する。
もも菜（ももな）
声 - 渡部優衣
15歳の中学生。街でスカウトされたことをきっかけに、友人のゆりのに「アイドルやってみたい」と持ちかけた。これがイトリオの発端となっている。素朴な性格で、ファンからは「バカ担当」と評されている。
ゆりの
声 - 松井恵理子
15歳。もも菜の友人で元ヤンキー。彼女の持ちかけによってアイドルをやることになる。見た目に反して努力派。学業優秀だった兄に対してコンプレックスを持っている。
りな
声 - 飯塚麻結
17歳。縦ロールの髪が特徴。上記2名に加えてアイドルユニットを組むこととなった。元ジュニアアイドルで芸歴は他2人より長い。

マリ子（マリこ）
声 - 伊藤美来
地下アイドル。16歳で定時制高校に通う。メジャー事務所への移籍を目指し、主にシブヤのライブハウス「DESEO」で活動を展開している。イトリオとは「シブヤ合同アイドルフェスタ」で争った結果1位を見事獲得するが、メジャー事務所からのオファーはなかった。そのため、さらなる高みを目指して現事務所を辞め、フリーで活動する。
家は母子家庭で、母・あおい（声 - 鳴海杏子〈アニメ版〉 / 渕上舞〈第6巻特典ドラマCD版〉）はホステスをしている。親子仲は良好。
モデルとなったのは椎名へきる。そのため、ライブで歌う曲も椎名のものが多い。また、作者が推している寺嶋由芙や彼女が所属していたユニット「BiS」の曲もレパートリーに使っている。
鎌倉ひなみ（かまくら ひなみ）
声 - 内田彩
18歳。すう子とリュウサンがアイドルにハマったきっかけの人。彼らのサポートもあってメジャーデビュー後即ランキング1位を獲得するなど活躍の場を広げている。
空山
声 - 荒川菜月
マリ子と同じく「DESEO」を拠点にする地下アイドル2人組「空山姉妹」のひとり。通称「くうにゃん」。本業は読者モデルで、ライブ活動はそのついでに行っているとのこと。
モデルとなったのは元読者モデルの空山菜摘。

### その他
すう子の姉
声 - 樺山ミナミ（アニメ版） / 青山玲菜（第6巻特典ドラマCD版）
本名は「かえで（アニメでは「楓」）」。いわゆるリア充で、顔も「リア充」と書いてあるだけ（アニメでは顔はしっかり描かれる）。引きこもりの妹を外に連れ出そうとしている。
白澤トオル（しらさわ トオル）
声 - 小森創介（第6巻特典ドラマCD版）
32歳。大手レーベル「CSMレコード」の新人開拓担当。普段は温和だが、仕事ぶりは腹黒であるため、「黒澤」とあだ名される。
イトリオとマリ子を両天秤にかけ、自社レーベル入りを争わせている。
ユーマ
歌ってみたの音楽P。マリ子の楽屋に侵入し楽曲を押し付けた半ヲタ関係者。

## 書籍情報
- 藍『ミリオンドール』〈アース・スター コミックス〉 アース・スター エンターテイメント、全2巻
  1. 2015年6月26日発売[10]、ISBN 978-4-8030-0742-8
  2. 2015年6月26日発売[11]、ISBN 978-4-8030-0743-5
- 藍『ミリオンドール』INDIGO PRODUCTS、全6巻
作者の藍による自費出版で出版されている。
  1. 2018年11月25日発売[12]、ISBN 978-4-9910555-0-8
  2. 2019年2月17日発売、ISBN 978-4-9910555-1-5
  3. 2019年5月12日発売、ISBN 978-4-9910555-2-2
  4. 2019年8月25日発売、ISBN 978-4-9910555-3-9
  5. 2019年11月24日発売
  6. ドラマCD付属 2020年6月26日発売、ISBN 978-4-9910555-5-3

## テレビアニメ
2015年2月にアニメ化が発表され、5分枠のショートアニメとして2015年7月から9月までTOKYO MX、サンテレビ、AT-Xにて放送された。放送1週間前には放送直前特番を放送。初回のみ10分枠で放送。5話の翌週にも特番を放送した。
本編は2Dによる作画だが、OPのダンスシーンは3DCGによるトゥーンレンダリング描写となっている。3DCGでは珍しく、3DCGが作画崩壊していることが話題となった。
2015年11月20日にBDが発売された。

### スタッフ
- 原作 - 藍（コミックスマート『GANMA!』）
- 監督 - 川口K一郎（第1話）、山内東生雄（第6話 - ）
- シリーズ構成・脚本 - 村上桃子
- キャラクターデザイン - 山根理宏
- サブキャラクターデザイン - 沖田宮奈
- プロップデザイン - 小笠原憂
- 美術監督 - 小崎弘貴
- 色彩設定 - 手嶋明美
- 撮影監督 - 五関寿
- 編集 - 奥田浩史
- 3DCGディレクター - 真田竹志、籠屋大志
- 音響監督 - 長崎行男
- 音楽制作 - F.M.F
- 音楽 - 山田知広（第2話 - ）
- 音楽プロデューサー - 深井康介、やしきん
- プロデューサー - 後藤裕、Adil Tahir、木梨暢之
- アニメーションプロデューサー - 下村敬治
- アニメーション制作 - 旭プロダクション
- 製作 - 「ミリオンドール」製作委員会

### 主題歌
オープニングテーマ
「Dreamin'×Dreamin'!!」（第1 - 3話）
作詞 - hotaru / 作曲・編曲 - 奥井康介 / 歌 - イトリオ（松井恵理子、渡部優衣、飯塚麻結）
第5話では挿入歌として使用。
「細胞プロミネンス」（第6 - 11話）
作詞 - やしきん / 作曲・編曲 - eba / 歌 - マリ子（伊藤美来）

エンディングテーマ「光る海のまんなかで」（第11話）
作詞 - hotaru / 作曲・編曲 - 奥井康介 / 歌 - すう子（楠田亜衣奈）
挿入歌
「TA・BE・GO・RO@ガール!」（第2話、第4話）
作詞・編曲 - やしきん / 作曲 - 田代智一 / 歌 - 鎌倉ひなみ（内田彩）
「Take you to My PARTY!!」（第6話）
作詞 - やしきん / 作曲・編曲 - eba / 歌 - マリ子（伊藤美来）
「Sweet berry, Strawberry♡」（第7話）
作詞 - hotaru / 作曲・編曲 - 中山真斗 / 歌 - イトリオ（松井恵理子、渡部優衣、飯塚麻結）

### 各話リスト
| 話数 | サブタイトル                  | 絵コンテ   | 演出       | 作画監督                            |
| ---- | ----------------------------- | ---------- | ---------- | ----------------------------------- |
| #1   | 在宅ヲタ VS 現場ヲタ          | 川口敬一郎 | 菱川直樹   | 高阪雅基 菊永智英                   |
| #2   | ひなみをメジャーにあげたのは… | 川口敬一郎 | 菱川直樹   | 後藤孝宏 高阪雅基 小笠原憂 菊永智英 |
| #3   | 地下アイドルとご当地アイドル  | 川口敬一郎 | 菱川直樹   | 菊永智英 小笠原憂                   |
| #4   | すう子の覚醒                  | 川口敬一郎 | 菱川直樹   | 菊永智英 小笠原憂                   |
| #5   | イトリオ、初ワンマン!         | 川口敬一郎 | 菱川直樹   | 高阪雅基 小笠原憂                   |
| #6   | それぞれの憂鬱                | 川口敬一郎 | 関田修     | 高阪雅基 小笠原憂                   |
| #7   | 進め!すう子会                 | 川口敬一郎 | 佐土原武之 | 菊永智英 小笠原憂                   |
| #8   | ゆりのの本音                  | 川口敬一郎 | 佐土原武之 | 高阪雅基                            |
| #9   | マリ子の事情                  | 川口敬一郎 | 中田誠     | 菊永智英                            |
| #10  | もっと、上に行きたい          | 川口敬一郎 | 山内東生雄 | 高阪雅基                            |
| #11  | 目指せ、メジャーデビュー!     | 辻初樹     | 辻初樹     | 菊永智英 小笠原憂                   |

### 放送局
| 放送期間      | 放送時間                     | 放送局     | 対象地域 | 備考 |
| ------------- | ---------------------------- | ---------- | -------- | ---- |
| 2015年6月30日 | 火曜 1:05 - 1:20（月曜深夜） | TOKYO MX   | 東京都   |      |
| 2015年6月30日 | 火曜 1:30 - 1:46（月曜深夜） | サンテレビ | 兵庫県   |      |

| 放送期間        | 放送時間                     | 放送局     | 対象地域 | 備考             |
| --------------- | ---------------------------- | ---------- | -------- | ---------------- |
| 2015年7月7日 -  | 火曜 1:11 - 1:16（月曜深夜） | TOKYO MX   | 東京都   |                  |
| 2015年7月7日 -  | 火曜 1:36 - 1:41（月曜深夜） | サンテレビ | 兵庫県   |                  |
| 2015年7月10日 - | 金曜 22:50 - 22:55           | AT-X       | 日本全域 | リピート放送あり |

| 配信期間               | 配信時間        | 配信サイト         | 備考                                                                          |
| ---------------------- | --------------- | ------------------ | ----------------------------------------------------------------------------- |
| 2015年7月7日 - 9月22日 | 火曜 12:00 更新 | ニコニコチャンネル | 第1話無料、第2話以降1週間無料 第5話翌週の特番配信はない代わりに第5話2週間無料 |
| 2015年7月7日 - 9月22日 |                 | バンダイチャンネル | 第1話無料、第2話以降1週間無料 第5話翌週の特番配信あり1週間無料                |
|                        |                 | GYAO!              | 第1話無料、第2話以降1週間無料 第5話翌週の特番配信あり1週間無料                |

## ラジオ
『ミリオンドール 〜リアルすぎるアイドルラジオ〜』のタイトルで2015年4月5日から9月27日まで毎週日曜 24時 - 24時30分にラジオ大阪で放送されていた。文化放送超!A&Gでも同年4月6日から9月28日まで毎週月曜 17時30分 - 18時にストリーミング配信を行った。出演は楠田亜衣奈・伊藤美来の両名。

## 朗読劇
『ハコのなかのキミと窓の向こうのわたし』のタイトルで2016年10月9日に楠田亜衣奈のファンイベント「くすくすくっすん☀さんくっすん祭り2016」内にて上演。
藍が作・演出・イラストを手がけたスピンオフ作品。楠田演じるすう子のモノローグで、引きこもりのすう子がひなみの存在を知って在宅アイドルヲタクになる過程を描いた物語。